# Gap (empresa)
Gap es una importante empresa textil estadounidense.

## Historia
En 1969 Donald Fisher y Doris Fisher fundan la empresa en California, una pequeña tienda en San Francisco, se concentró en vender pantalones vaqueros de marca Levi´s, para finales de los setenta se encontraban con seis tiendas abiertas de GAP.
Los primeros años la empresa dependió de una clientela básicamente adolescente. Fisher contrató a Mickey Drexler como nuevo presidente, el cual modificó las líneas de ropa abigarradas, concentrándose en ropa de algodón de colores brillantes y sólidos.
Gap adquirió Banana Republic, una cadena de tiendas con temas de la selva, estilo safari. La empresa consiguió grandes éxitos hasta que se desplomó al acabar la moda de la ropa estilo safari, a finales de 1980. En los noventa, Gap amplió su público, al abrir GapKids, y en ella introdujo en 1990 BabyGap. 
En 1997, el hijo del fundador, Robert Fisher, se encargó de revertir la disminución de ventas del segmento. Reorientó su cadena en ropa básica e impulsó su rendimiento con una fuerte campaña publicitaria. Un año más tarde se inauguraron las primeras tiendas GapBody.
En 2000, una mala interpretación de la moda produjo un gran descenso de las ganancias, provocando la disminución en ventas y el cierre de numerosas tiendas.
Actualmente, Gap tiene una gran presencia global con tiendas en: Estados Unidos, Canadá, Chile, Colombia, Perú, Paraguay, Uruguay, Europa y Japón. Utiliza una estrategia de mercado en la que intenta conectarse con el cliente, con intención de expandirse. Destaca por tener marcas propias, una amplia diversificación de productos, constante uso de celebridades y figuras públicas, una gran diversidad demográfica.

## Recursos
Gap emplea a más de 150.000 personas y posee más de 3.000 tiendas en varios países. Es un importante minorista de ropa de Estados Unidos, con sede en San Francisco. Cuenta con las cadenas de ropa, Old Navy y la marca de zapatos Piperlime. Sus ingresos en 2005 fueron de 16 mil millones de dólares. Gap, el mayor minorista independiente de ropa por ingresos, reportó el mes pasado una caída de 23% en sus ventas de 2008, que llegaron a los $14.500 millones. Gap tiene 3.100, incluyendo los locales de sus marcas Banana Republic y Old Navy. Gap tiene planeado este 2009 abrir 50 tiendas.

## Polémicas
En 2007 miembros de varias ONG neerlandesas son detenidos por las autoridades de la India por denunciar abusos y violaciones de los derechos de los trabajadores de las fábricas que hacen ropa para empresas estadounidenses. Una de las empresas involucradas es Gap. Hacia octubre de 2007, se descubre el trabajo forzado al que sometían a menores de edad dichas fábricas. No obstante, Gap niega haber tenido relación alguna con las fábricas y dice, por tanto, desconocer las condiciones a las que sometían a los trabajadores.
Recientemente, en el año 2020. La cadena de medios de comunicación DW realizó una investigación acerca de la contaminación textil en el río más importante de Indonesia, el cual hoy en día es considerado el más contaminado del mundo gracias a la excesiva contaminación (con metales pesados y químicos) de empresas subcontratistas asociadas con marcas como UNILO, H&M, Gap, etc.